# Sojuz TMA-14
Sojuz TMA-14 (ryska: Союз ТMA-14) var en flygning i det ryska rymdprogrammet till Internationella rymdstationen. Farkosten sköts upp från Kosmodromen i Bajkonur, med en Sojuz-FG-raket den 26 mars 2009. Man dockade med rymdstationen den 28 mars 2009.
Den 2 juli 2009 flyttades farkosten från akterporten på Zvezdamodulen till nadirporten på Pirsmodulen.
Efter att ha tillbringat 198 dagar i rymden lämnade farkosten rymdstationen den 11 oktober 2009. Några timmar senare återinträdde den i jordens atmosfär och landade i Kazakstan.
I och med att farkosten lämnade rymdstationen var Expedition 20 avslutad.

## Rymdturist
Rymdturisten och miljardären Charles Simonyi medföljde och blev därmed världens första rymdturist som genomfört två flygningar. Simonyi landade med Sojuz TMA-13.